# Paragonimus westermani
Paragonimus westermani és una espècie de platihelmint trematode de la subclasse dels digenis, paràsit del pulmó dels humans i altres mamífers que es troba a la Xina, Japó, Corea, orient de Rússia, sud-est asiàtic, Nova Guinea, Indonèsia i el subcontinent indi. És un paràsit que es transmet per via alimentària i causa una malaltia inflamatòria del pulmó de subaguda a crònica, molt estesa geogràficament. De les espècies del gènere Paragonimus unes 10 són agents de malalties pulmonars en els humans essent P. westermani la més comuna.

## Història
Va ser descobert en tigres de Bengala que moriren al zoològic d'Amsterdam l'any 1878 per un empleat de cognom Westerman (la i final de l'epítet específic és el genitiu llatí). Uns anys després es van observar infestacions en humans a Taiwan.

## Característiques
P. westermani és hermafrodita. La mida forma i color semblen les d'una llavor de cafè. Els adults fan de 7,5 mm a 12 mm de llarg i de 4 mm a 6 mm d'ample. El seu gruix va de 3,5 mm a 5 mm. Els ous tenen una llargada que oscil·la entre els 80 i els 120 µm per 45 a 70 µm d'ample. Són de color marró-groguenc, ovoides o allargats.

## Transmissió

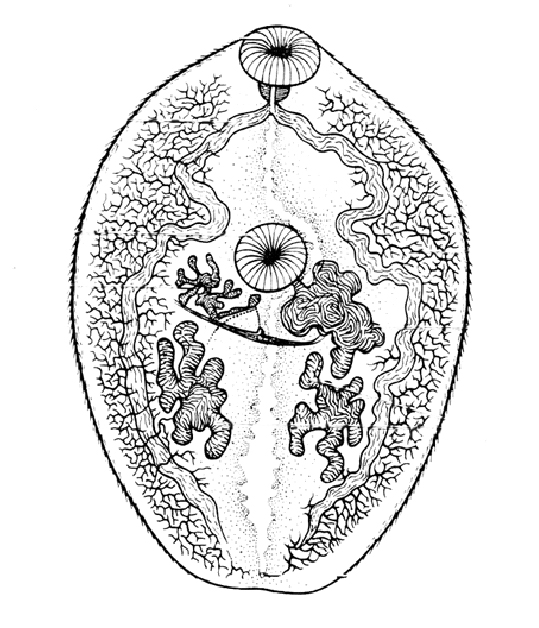
Un adult de Paragonimus westermani.

La transmissió a humans i altres animals normalment ocorre pel consum de marisc cru o no completament cuit. A Àsia s'estima que un 80% dels crancs d'aigua dolça (entre ells l'espècie invasora cranc pelut de Shangai), poden transmetre aquest paràsit. Ja es pot transmetre durant la preparació culinària del marisc i emprar diverses tècniques culinàries, sense cocció, com el marinat, la salaó i d'altres que no l'afecten. També es pot transmetre en consumir animals ja infectats.